# Mauna Kea
Mauna Kea ("vitt berg" eller "Vita berget"), även känt som Maunakea eller Mauna a Wākea, är en inaktiv vulkan och det högsta berget på Hawaii, 4 207 meter över havsytan.
Mätt från bergets fot (på havsbotten) till toppen är Mauna Kea 10 203 meter högt. Enligt detta sätt att mäta är berget världens högsta, högre än Mount Everest som har sin topp 8 848 meter över havsytan.
Mauna Kea är, förutom för sin imponerade storlek, också känt för höghöjdssjön Lake Waiau som ligger på nästan 4 000 m ö.h.

## Astronomiobservationer

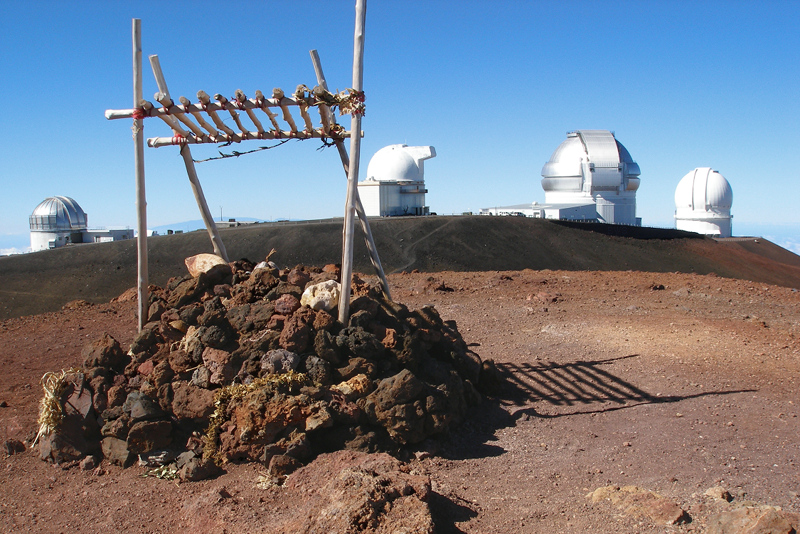
Observatorier på Mauna Kea.

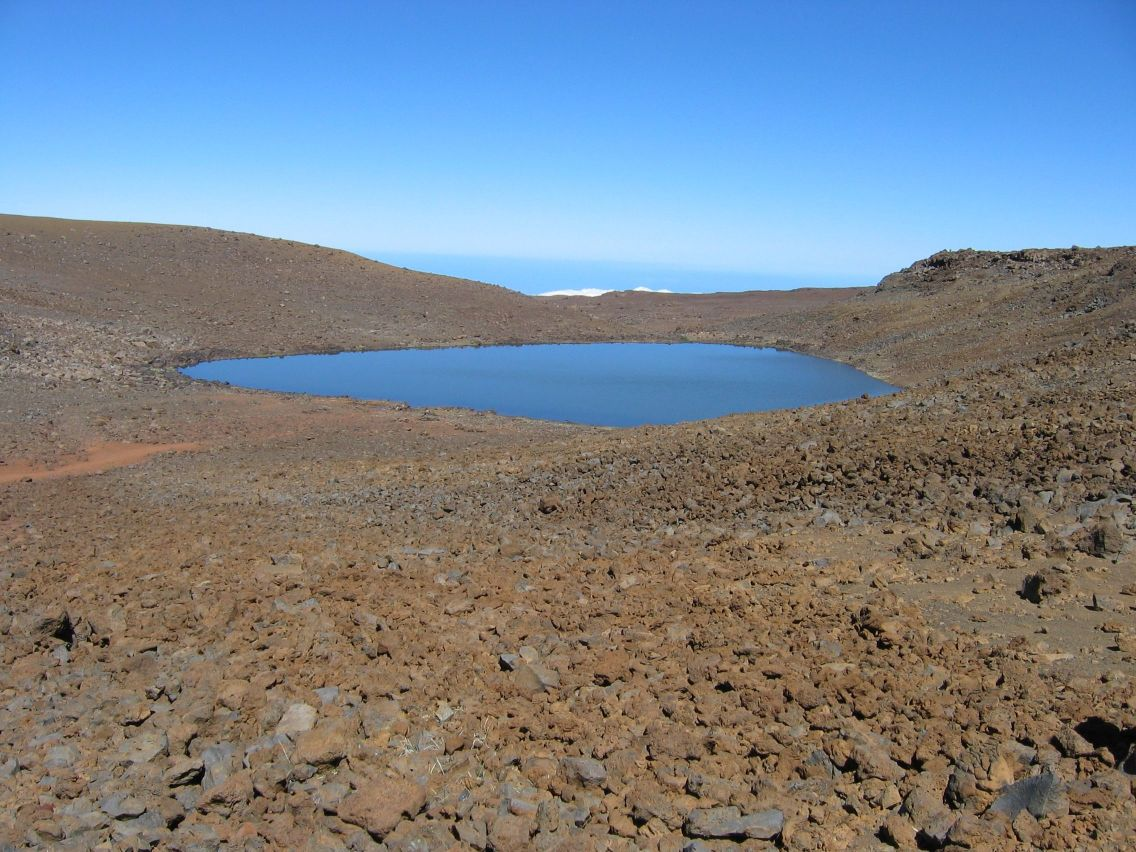
Sjön Lake Waiau på Mauna Kea.

Mauna Keas topp är även platsen för en mängd astronomiska observatorier tack vare att toppen ligger över 40 procent av jordens atmosfär och har 90 procent lägre luftfuktighet än vid havsnivå vilket ger ypperliga möjligheter till klara bilder av universum. Närområdet är dessutom sparsamt bebott och genererar få ljusföroreningar som kan störa observationerna. Världens största observatorium finns på vulkanens kraterkant.

## Friluftsliv
Den första kända bestigningen av Mauna Keas topp gjordes av missionären Joseph F. Goodrich 1823. Han beskrev emellertid att han på toppen hittat en arrangerad stenhög som troligen byggts upp av en tidigare besökare på platsen.
Mauna Keas topp är snötäckt, därav namnet "Vita berget" och det finns även möjligheter att åka skidor på Mauna Kea; det saknas dock liftar och annan infrastruktur för detta. Berget används också för jakt.